# Tito Sicinio Sabino
Tito Sicinio Sabino  fue un político y militar romano del siglo V a. C. perteneciente a la gens Sicinia.

## Carrera pública
Sicinio fue elegido cónsul en el año 487 a. C. Dirigió junto con su colega, Cayo Aquilio Tusco, la guerra contra los volscos, a cuyo término celebró un triunfo. En el año 480 a. C. sirvió en calidad de legado a las órdenes de Marco Fabio Vibulano.